# هوارد بيكر (لاعب كرة قاعدة)
هوارد بيكر (بالإنجليزية: Howard Baker)‏ هو لاعب كرة قاعدة أمريكي، ولد في 1 مارس 1888 في بريدجبورت في الولايات المتحدة، وتوفي بنفس المكان في 16 يناير 1964.

## وصلات خارجية
- هوارد بيكر على موقعبيزبول رفرنس.كوم (الدوري الرئيسي) (الإنجليزية)
- هوارد بيكر على موقعبيزبول رفرنس.كوم (الدوري الثانوي) (الإنجليزية)
- هوارد بيكر على موقع مشجعي الرسوم البيانية (الإنجليزية)